# Stefan Dušan
Stefan Dushan hay Dušan (khoảng 1308 - 55) là vua (1331 - 46) rồi Sa hoàng (1346 - 55) xứ Serbia, con trai của Stefan Uros III. Ông còn được biết dưới cái tên Stefan Uros IV. Ông lên ngôi sau cuộc nổi dậy chống lại phụ hoàng - người sau đó bị ông bỏ tù. Ông bắt Bulgaria phải phục tùng, liên minh với xứ Wallachia, xâm lược Macedonia (ngoại trừ Thessaloniki), Thessaly và Epirus. Năm 1346, tại Skopje ông đăng quang ngôi "Sa hoàng của người Serbia, Hy Lạp, Bulgaria và Albania" với sự công nhận của giáo trưởng Peč và giáo trưởng người Bulgaria ở Tarnovo. Ông đưa phong tục tập quán của Đế chế Byzantine vào đế chế của mình, và trong thời gian 1349 - 54 ông xây dựng luật pháp nhà nước Serbia. Thời kì cuối triều đại ông chứng kiến các cuộc chiến với Bosna và Hungary (do vua Lajos I cai trị). Năm 1355, ông chết trong một cơn sốt. Được tin là bị đầu độc. Stefan Dushan được các sử gia châu Âu đánh gia như là một những nhà chinh phạt vĩ đại. Triều đại ông chứng kiến sự thịnh vượng của Serbia với một lãnh thổ rất rộng lớn. Tuy nhiên, đế quốc này nhanh chóng sụp đổ sau khi cái chết của Stefan Dushan.